# 자무쓰역
자무쓰역(중국어: 佳木斯站, 한자음: 가목사참)은 중화인민공화국 헤이룽장성 자무쓰 시 첸진 구에 위치한 중국의 특등역(特等站)중 하나이다. 1935년에 지어졌으며, 무자 철로, 쑤이자 철로, 건설중인 하자 철로가 지난다. 또한, 여객 운임 주행 거리계에서 자푸 철로의 출발점이 이 역으로 기록된다.

## 역사
자무쓰 역은 1935년에 건축되고, 1937년 7월 1일에 운영을 시작했으며, 완공 초기 단계에서 두 개의 발착 선은, 중일 전쟁에서 일본군이 주로 싼장 지역에서 생산된 목재, 곡물, 광물과 같은 자원을 약탈하기 위해 사용되었다.
2016년 6월에 자무쓰역 종합 재개발 사업이 시작되었고, 양쪽 화물 하차장은 둥자무쓰(东佳木斯) 역으로 이전되었다. 이 프로젝트는 북측 역 건물의 유지 보수, 새로운 남측 철도역의 건설 및 남북측 역 선상에서 대기 패턴을 형성하기 위한 고가 대기실의 건설을 포함하며, 토지의 총면적은 119,000㎡, 건물 총면적은 지상 56,500㎡, 지하 50,300㎡, 공사가 완료되면 총 7면 14선으로 총 건설 기간은 28개월로, 2018년 10월까지 완공될 예정이다.
2017년 4월 29일에, 자무쓰 역의 새로운 4,5번 승강장이 개장하여, 자무쓰 역은 고상 승강장 시대에 들어갔다. 동시에, 고가 대합실의 북측 부분 건설이 시작되었고, 기존의 1-3 승강장과 육교가 제거되었다.
2017년 9월 8일 오전 1시에, 자무쓰 역의 남부 역사와 고가 대합실이 정식 운영을 시작했고, 북부 역사는 수리를 위해 일시 폐쇄되었다.

## 사고
2012년 8월 23일 17시 24분에, 자무쓰 역에서 2대의 여객 열차가 연결 과정에서 큰 충돌이 발생하여, 24명의 승객이 열차에서 하차했다.

## 인접정차역
| 중국철도             | 중국철도                 | 중국철도             |
| -------------------- | ------------------------ | -------------------- |
| 둥자무쓰 무단장 방면 | ← 6km 무자 철로          | 시·종착역            |
| 시자무쓰 쑤이화 방면 | ← 4km 쑤이자 철로        | 시·종착역            |
| 시·종착역            | 자푸 철로 6km →          | 둥자무쓰 솽야산 방면 |
| 자무쓰시 하얼빈 방면 | ← 10km 하자 철로(건설중) | 시·종착역            |
| 쓰마자베이           | 무자 여객전용선(제안)    | 시·종착역            |

## 같이 보기
1. ↑  《中华人民共和国铁路车站代码（GB/T 10302-2010）》. 中国标准出版社. 2010. 17쪽. ISBN 155066140495.
2. ↑  “佳木斯火车站”. 火车票网.
3. ↑  “百年大事记”. 佳木斯城建档案馆. 2015년 4월 2일에 원본 문서에서 보존된 문서.
4. ↑  “历史沿革”. 佳木斯日报新闻网. 2016년 3월 4일에 원본 문서에서 보존된 문서. 2018년 7월 26일에 확인함.
5. ↑  “佳木斯站综合改造项目正式启动”. 《www.jms.gov.cn》. 2018년 4월 30일에 원본 문서에서 보존된 문서. 2018년 4월 30일에 확인함.
6. ↑  L_2944. “佳木斯火车站南站台正式通车”. 《黑龙江频道--人民网》. 2018년 4월 30일에 원본 문서에서 보존된 문서. 2018년 4월 30일에 확인함.
7. ↑  “佳木斯站南站房正式投入使用”. 《搜狐网》. 2017년 9월 13일. 2018년 4월 30일에 원본 문서에서 보존된 문서. 2018년 4월 30일에 확인함.
8. ↑  “黑龙江佳木斯火车站两段车厢追尾致24人摔伤”. 腾讯新闻.

틀:자푸 철로
틀:무자 여객전용선